# Give 'Em the Boot V
Give 'Em the Boot V is het zesde album (vijfde in de chronologische volgorde) uit de Give 'Em the Boot-serie van het Amerikaanse punklabel Hellcat Records. Het album werd uitgegeven op 23 mei 2006 op cd. Het album werd ondanks de relatief weinige nummers goed ontvangen.

## Nummers
Tracks 5, 7, 10-11, 13, 15 en 17-18 waren nog niet eerder uitgegeven.
1. "Tattoo" (Rancid)
2. "The Warriors Code" (Dropkick Murphys)
3. "Cold Concrete" (Time Again)
4. "Swift Silent Deadly" (Tiger Army)
5. "Act the Part" (The Unseen)
6. "Crazy" (The Slackers)
7. "The Sinner" (Left Alone)
8. "Funky Fire" (The Aggrolites)
9. "Crawl Straight Home" (HorrorPops)
10. "Another Generation" (Roger Miret and the Disasters)
11. "Widow Maker" (The Heart Attacks)
12. "Pamint De Mort" (Mercy Killers)
13. "I'm No Different" (Westbound Train)
14. "The Kids Aren't Quiet on Sharmon Palms" (Lars Frederiksen and the Bastards)
15. "I'm a Cunt" (Orange)
16. "Driller Killer" (Nekromantix)
17. "Victim of Hate" (Static Thought)
18. "Day and Night" (Los Difuntos)